# Myslkovice
Myslkovice är en ort i Tjeckien.   Den ligger i regionen Södra Böhmen, i den centrala delen av landet, 90 km söder om huvudstaden Prag. Myslkovice ligger 453 meter över havet och antalet invånare är 350.
Terrängen runt Myslkovice är platt. Runt Myslkovice är det ganska glesbefolkat, med 25 invånare per kvadratkilometer. Närmaste större samhälle är Tábor, 14,3 km norr om Myslkovice. Trakten runt Myslkovice består till största delen av jordbruksmark.